# Rhizotrogus laeviscutatus
Rhizotrogus laeviscutatus är en skalbaggsart som beskrevs av Leon Fairmaire 1868. Rhizotrogus laeviscutatus ingår i släktet Rhizotrogus och familjen Melolonthidae. Inga underarter finns listade i Catalogue of Life.